# Trung quân lợp nhà
Trung quân lợp nhà hay còn gọi trung quân nam, dây trung quân (danh pháp khoa học: Ancistrocladus tectorius) là loài thực vật thuộc họ đơn chi Ancistrocladaceae phân bố ở Trung Quốc (Hải Nam), Campuchia, Ấn Độ (Quần đảo Andaman và Nicobar), Indonesia, Lào, Malaysia, Myanmar, Singapore, Thái Lan, và Việt Nam. Tên gọi nó trong tiếng Trung: 钩枝藤, gou zhi teng, câu chi đằng.
Cây dây leo nhờ thân có nhánh biến đổi thành mấu cong níu giữ. Lá đơn mọc tập trung đầu nhánh. Phiến hình thuôn ngược, bề mặt láng, không lông. Cuống lá dài 1–2 cm. Hoa mọc đầu nhánh, hoa có đài 5, tràng 5, nhụy 10, noãn sào hạ. Hoa có tràng màu đỏ, quả chín cũng màu đỏ.
Trung quân lợp nhà là loài dây leo vùng cổ nhiệt đới, tìm thấy trong các khu vực núi đất thấp, rừng thường xanh ẩm ướt, rừng nhiệt đới gió mùa, mọc ở các thung lũng và sườn núi từ ngang mực nước biển đến độ cao 1.600 m. Ở một số nơi của Việt Nam, lá cây trung quân được một số dân tộc thiểu số sử dụng lớp mái chống mưa nắng.